# Tiffany (artiste américaine)
Pour les articles homonymes, voir Tiffany.
Stephanie Young Hwang (nom coréen: Hwang Mi-Young, coréen: 황미영), mieux connue professionnellement sous le nom de Tiffany (coréen: 티파니) ou encore Tiffany Young née le 1er août 1989 à San Francisco aux États-Unis, est une chanteuse, danseuse, mannequin, animatrice de télévision, comédienne et parolière américano d'origine coréenne. 
Elle fait partie, du girl group sud-coréen Girls' Generation, et du sous-groupe Girls' Generation-TTS avec Taeyeon et Seohyun. Tiffany sort son premier mini-album nommé I Just Wanna Dance le 11 mai 2016.  
Le 17 août 2017, une source proche de Tiffany annonce que cette dernière partira aux États-Unis pour faire des études en comédie. Peu de temps après, SM Entertainment dit que « plusieurs décisions » sont en cours à propos de Tiffany. Et c'est le 9 octobre 2017, que la SM Entertainment annonce que Tiffany, Seohyun et Sooyoung n'ont pas renouvelé leur contrat et donc quittent l'agence mais restent dans le groupe.  

## Biographie

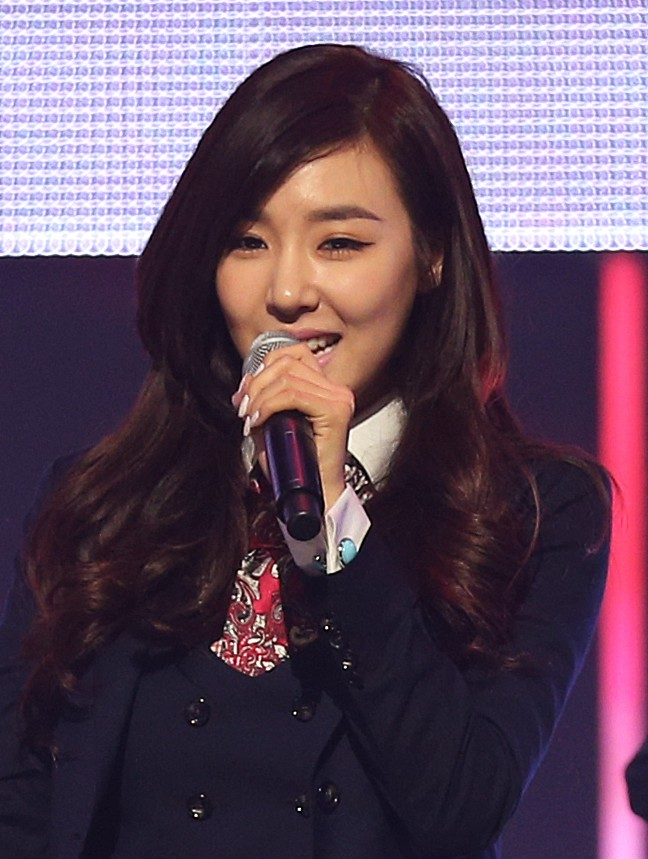
Tiffany au Mnet M! Countdown, le 6 mars 2014.

### Jeunesse
Tiffany est née à San Francisco, en Californie et a grandi à Diamond Bar, en Californie. Elle a été invitée à auditionner au SM Entertainment Starlight Casting System, où elle a auditionné avec la chanson de Christina Aguilera "The Voice Within", et a rejoint la société en octobre 2004 à Los Angeles, en Californie. 
À 15 ans, et, malgré les objections initiales de son père, elle quitte son ancienne vie en Californie et déménage pour la Corée du Sud après avoir reçu l'autorisation de le faire dans les trois semaines suivant le casting,. 
Une fois arrivée en Corée du Sud, ayant été recrutée par la SM (SMTOWN), comme Jessica et Krystal, elle choisit son nom coréen: Hwang Mi-Young (황미영).

#### Famille
Tiffany est la plus jeune de sa famille et a un frère et une sœur. Sa sœur aînée a étudié l'anthropologie à Berkeley. Durant une grande partie de sa carrière, quand il est sujet de ses parents ou de sa famille, Tiffany fait souvent référence à son père ou a ses deux parents. Dans une émission de radio, elle a déclaré que sa mère lui manquait car elle était loin et qu'elle ne l'avait pas vu depuis un certain temps. 
Cependant, fin 2009, elle révèle pour la première fois en public que sa mère était déjà morte. Plus tard, elle révèle que sa mère était morte deux ans avant qu'elle ne parte en Corée afin de devenir stagiaire, et qu'elle n'est pas très proche de son père, toute sa famille immédiate vivant à l'étranger. 
Elle révèle en 2018, que sa mère s'est en réalité suicidée. 
En août 2009, Tiffany était absente d'un tournage du groupe afin d'assister à l'enterrement de son grand-père.

#### Études
D’abord scolarisée à la South Pointe Middle School et à la Diamond Bar High School, elle est diplômée de la Korea Kent Foreign School à Séoul. Elle prend des cours de comédie dans une université aux Etats-Unis depuis 2018. 
Elle parle couramment l'anglais et le coréen. 

### Vie privée

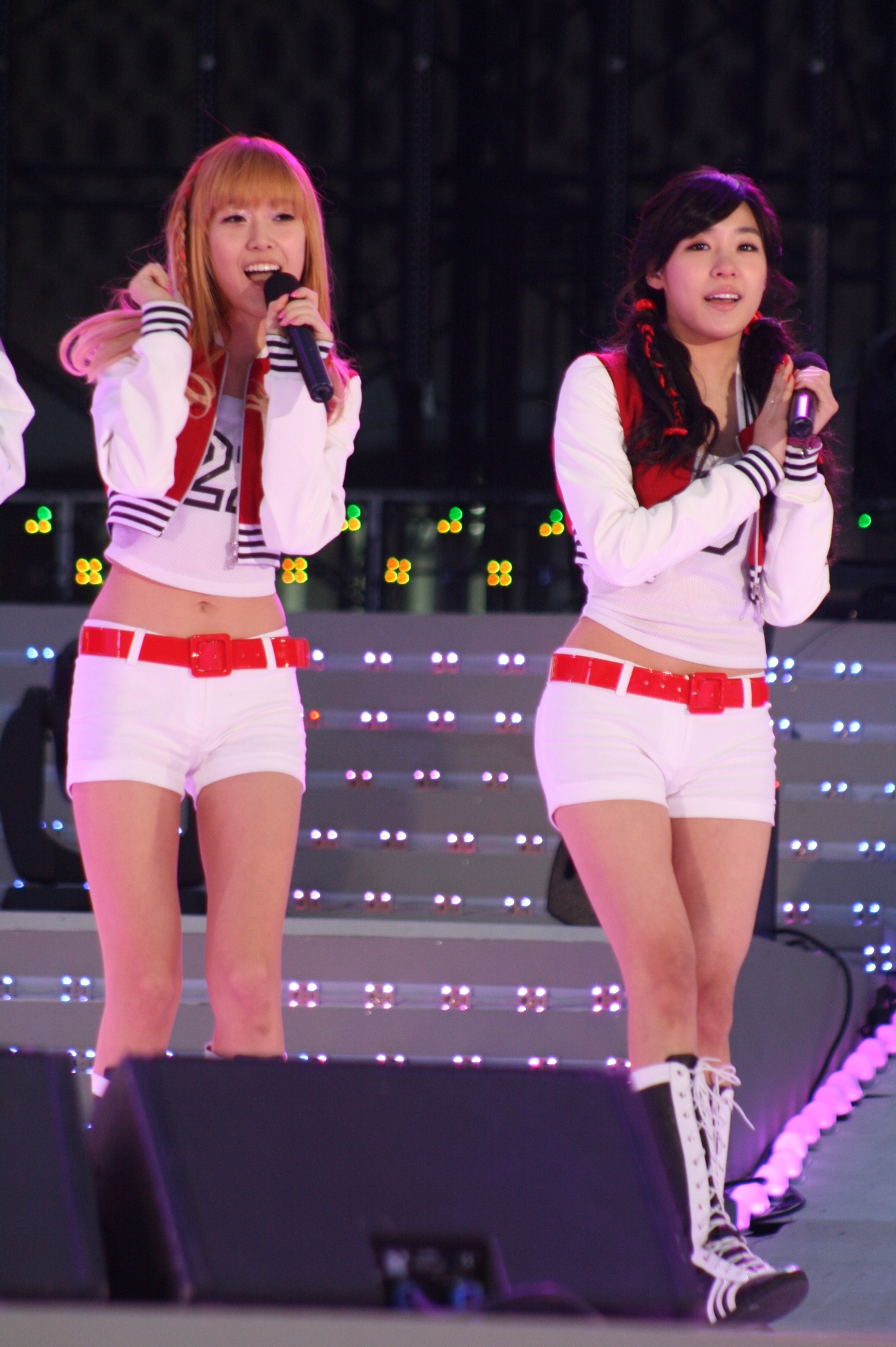
Jessica et Tiffany en 2010.

En avril 2014, il est confirmé que Tiffany et Nichkhun des 2PM sont en couple, depuis décembre 2013. Ils se séparent en mai 2015.

### Santé

#### Nodules vocaux
En 2008, il lui a été diagnostiqué des nodules vocaux, dans lesquels une masse de tissu pousse sur les cordes vocales dues à leur surutilisation, ceci provoquant un enrouement de sa voix, affectant la gamme de sa voix chantante. Après avoir reçu un traitement et sa voix revenue à la normale, son état a recommencé à toucher sa voix encore plus radicalement au cours de la seconde moitié de l'année 2009, lui causant de prendre une pause dans ses activités et de recevoir un traitement hospitalier en septembre.
Elle a également connu des difficultés en raison de la maladie en mi-2010, un représentant de la compagnie indiquant qu'elle prendrait une courte pause, afin d'être à nouveau hospitalisée,. Bien que le traitement ait réussi, Tiffany a déclaré que sa voix actuelle est différente de sa voix avant de contracter ces nodules vocaux, mais que ce n'est pas nécessairement quelque chose qu'elle considère comme une mauvaise chose.
En 2023, son agence publie un communiqué dans lequel elle explique que Tiffany a subi un examen médical en raison de problèmes de santé persistants. L'équipe médicale lui a alors conseillé de se reposer pendant environ deux semaines. Son emploi du temps a donc été suspendu afin qu'elle puisse disposer de suffisamment de temps pour se rétablir.

#### Blessures
Tout au long de sa carrière, Tiffany a subi plusieurs blessures nécessitant des soins médicaux. Elle est tombée après une performance de "Gee", la blessant à la cheville gauche, qui a été mise dans un plâtre. Tiffany a continué à apparaitre avec le groupe, bien que ce soit assise ou debout sur le côté. Tiffany a également subi une blessure au poignet pendant le tournage de Let's Go Dream Team ! début 2010 et a été vue portant un plâtre tout en continuant ses activités. 
En août 2010, Tiffany a subi une blessure à la cheville droite après avoir chuté au cours de la tournée mondiale SMTown Live '10 World Tour à Séoul. Bien que ce ne soit pas une blessure grave, elle a été plâtrée afin de s'assurer qu'elle serait suffisamment guérie pour donner un concert au Japon. 
Elle a subi une chute plus sévère deux mois plus tard lors d'une autre performance, blessant son ligament postérieur. Pour cette raison, elle a été retirée de la promotion du titre "Hoot", son absence de la scène a duré près d'un mois jusqu'à ce qu'elle rejoigne les autres membres du groupe au Japon. La question du retour de Tiffany après sa blessure était un sujet de grand intérêt tant en Corée que pour les médias japonais.

## Carrière

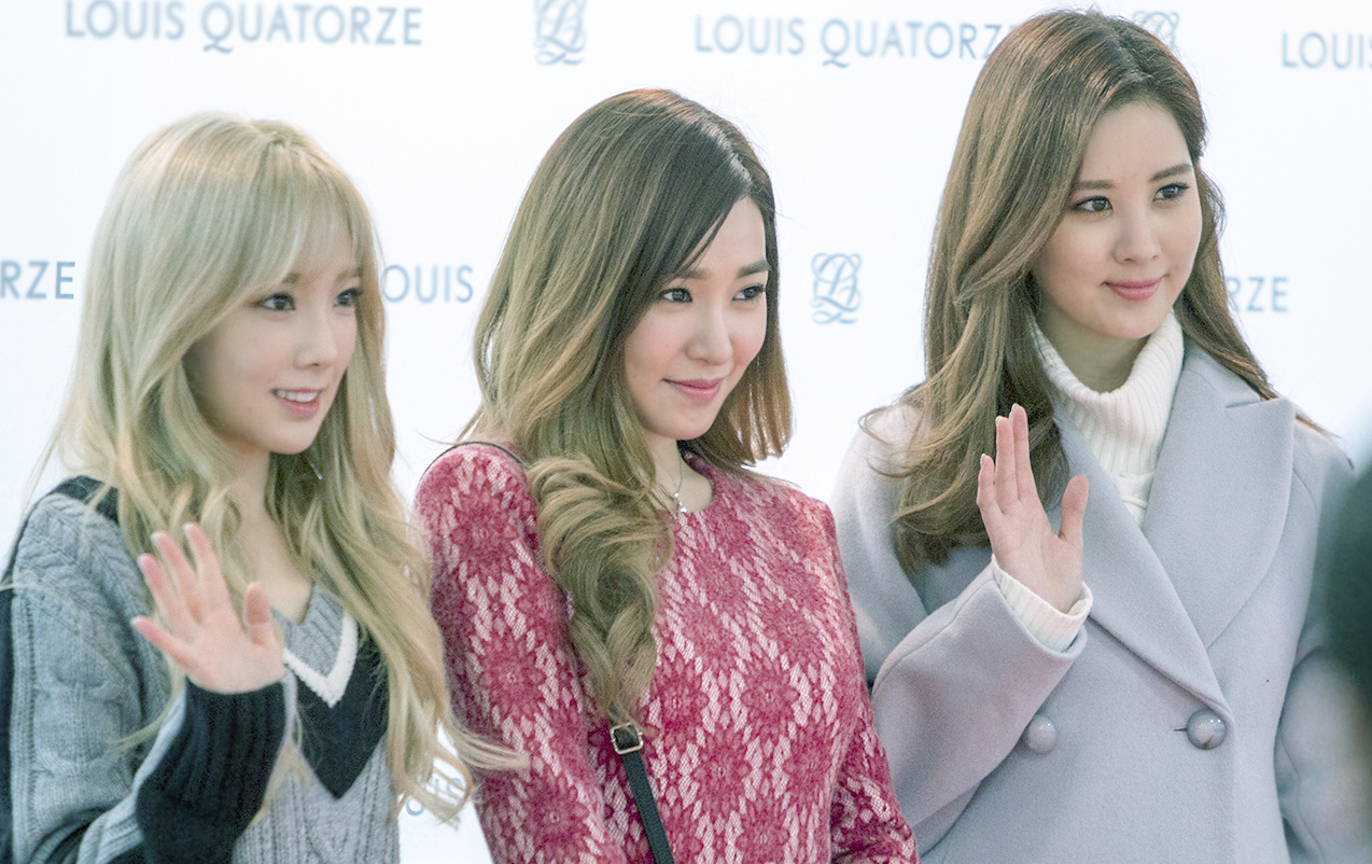
TaeTiSeo : (De gauche à droite) Taeyeon, Tiffany et Seohyun.

Taeyeon, Tiffany et Seohyun ont formé un sous-groupe appelé Girls' Generation-TTS en 2012. Elles sortent leur premier mini-album intitulé Twinkle au cours de la même année. En 2014, elles sortent leur deuxième mini-album intitulé Holler et en 2015 leur troisième, Dear Santa. Pour cette version, Tiffany a pris un rôle actif et a assuré le rôle de directrice visuelle pour l'image globale de l'album et le concept du clip du single. Le sous-groupe a une direction et un style musical différent de Girls' Generation, qui place l'accent sur la capacité vocale de chaque membre, tandis que le girl group est plutôt axé sur les chansons et les performances du groupe uniformes.
Pendant sa carrière, Tiffany a publié plusieurs chansons pour divers dramas et films. Quelques-unes d'entre elles sont des solos, tandis que d'autres sont des collaborations avec les membres de son groupe et d'autres artistes. Ses solos incluent By Myself pour le drame de la SBS Princess Ja Myung Go,. Because It's You pour Love Rain de KBS2, et One Step Closer pour All About My Romance. One Step Closer est une ballade avec des arrangements mélodiques dramatiques et les paroles qui incluent des lignes telles que « Because I can hold you again et I want us to walk one step at a time, together ».
Ses collaborations comprennent Oppa Nappa et It's Fantastic avec Jessica et Seohyun, A Girl, Meets Love avec K.Will, Oh! My Love to You avec Sooyoung et le bleu, et Rise and Shine avec Kyuhyun des Super Junior pour To The Beautiful You.
Elle sort son premier mini-album nommé I Just Wanna Dance le 11 mai 2016. Elle rencontre d'ailleurs du succès pour son solo. Elle intègre par ailleurs l'émission Sister's Slam Dunk de KBS2.
En août 2016, alors que Tiffany participait au SMTown Live Concert in Tokyo, elle posta sur son compte  Snapchat  une « story » avec le filtre de Tokyo avec le Kyokujitsuki (symbole méprisé par les coréens). En ce jour d'indépendance, ceux-ci ont été très déçu et choqué en soulignant le fait que Tiffany possédait de sérieuses lacunes et que ce n'était pas normal de ne pas connaitre ce symbole après 10 ans d'activité en Corée du Sud. Cela a conduit son retrait de l'émission Sister's Slam Dunk et un long moment d'absence sur les réseaux sociaux. Certaines personnes ont eu tendance à la réconforter, et à lui pardonner en soulignant la misogynie résidant toujours dans l'esprit des coréens, en effet si cette faute avait été commise par une célébrité masculine, celui-ci n'aurait pas subit le même sort.
Le 9 octobre 2017, il a été annoncé que Tiffany, comme Sooyoung et Seohyun avaient décidé de ne pas renouveler leur contrat pour se concentrer sur leur carrière d'actrices.
Depuis son départ de la SM Entertainment, Tiffany part aux États-Unis pour entamer une carrière en solo, en sortant plusieurs clips musicaux et en tenant des concerts dans plusieurs villes.
En 2021, Elle rentre en Corée du Sud et reprend des activités orientées sur le marché coréen. Elle participe à plusieurs émissions de variétés, et devient membre du jury de l'émission Girls Planet 999. Elle prend le rôle de Roxy Heart de la version coréenne de la comédie musicale Chicago. Enfin, elle revient en groupe avec les sept autres membres des Girls' Generation pour leur quinzième anniversaire en 2022 avec leur septième album Forever 1.
Fin 2022, Sublime Artists Agency annonce que Tiffany vient de signer un contrat avec eux. Cette agence manage notamment des artistes comme Jackson Wang, Rain ou encore Hani. Ce sera donc la première fois en cinq ans que la chanteuse a signé avec une agence coréenne.
En 2023, elle participe à l'émission Peak Time en tant que membre du jury.

## Discographie

### En solo
- I Just Wanna Dance (2016)
- Heartbreak Hotel (2016)
- Over My Skin (2018)
- Teach You (2018)[29]
- Peppermint (2018)[30]
- Lips on Lips (2019)[31]
- Magnetic Moon (2019)[32]
- Run For Your Life (2019)[33]

### Soundtracks, collaborations et performances solo
| Année | Album                                         | Titre                              | Durée | Artistes                                                                        |
| ----- | --------------------------------------------- | ---------------------------------- | ----- | ------------------------------------------------------------------------------- |
| 2007  | SBS Thirty Thousand Miles in Search of My Son | "Touch the Sky"                    | 03:49 | avec Taeyeon, Jessica, Seohyun et Sunny                                         |
| 2008  | Emotional Bandaid                             | "Oppa Nappa"                       | 03:45 | avec Jessica et Seohyun                                                         |
| 2008  | Mabinogi OST                                  | "It's Fantastic"                   | 03:40 | avec Jessica et Seohyun                                                         |
| 2008  | NC                                            | "Holding Hands"                    | 03:54 | avec Jessica, Super Junior, SS501, Jewelry, Brown Eyed Girls, Lee Hyun, T.G.U.S |
| 2008  | KBS Hong Gildong OST                          | "The Little Boat (작은 배)"        | 03:27 | avec Taeyeon, Jessica, Seohyun et Sunny                                         |
| 2008  | The Secret, Between Us                        | "Secret"                           | 03:30 | Narration du titre de Kim Dong-wan                                              |
| 2009  | SBS Princess Ja Myung Go                      | "By Myself"                        | 04:14 | Solo                                                                            |
| 2009  | Dropping the Tears                            | "A Girl, Meets Love"               | 03:50 | Duo avec K.Will                                                                 |
| 2009  | The First Memories                            | "Feeling Only You (너만을 느끼며)" | 03:26 | avec Sooyoung et The Blue                                                       |
| 2009  | MBC Heading to the Ground OST                 | "Motion"                           | 04:06 | avec Taeyeon, Jessica, Seohyun et Sunny                                         |
| 2010  | Haru OST                                      | "Ring"                             | 03:33 | Solo                                                                            |
| 2010  | NC                                            | "Cabi Song"                        | 03:19 | avec Jessica, Taeyeon, Seohyun, Sunny, Yuri, Chansung, Junsu, Taecyeon          |
| 2010  | NC                                            | "Cooky"                            | 02:50 | avec Jessica, Seohyun et Sunny                                                  |
| 2010  | My Friend Haechi (ko)                         | "Haechi Song" (해치송)             | 03:26 | avec Taeyeon, Jessica, Sunny et Seohyun                                         |
| 2012  | Love Rain                                     | "Because It's You"                 | 03:19 | Solo                                                                            |
| 2012  | To the Beautiful You                          | "Rise and Shine"                   | 04:01 | avec Kyuhyun                                                                    |
| 2013  | All About My Romance                          | "One Step Closer"                  | 04:16 | Solo                                                                            |
| 2013  | SBS Gayo Daejun: Friendship Project           | "You Are A Miracle"                | 06:11 | avec d'autre chanteurs                                                          |
| 2014  | Make Your Move                                | "Cheap Creeper"                    | 03:01 | avec Jessica, Taeyeon, Sunny & Seohyun                                          |
| 2014  | W Foundation Campaign                         | "Talk About Love"                  | 04:56 | avec d'autre artistes                                                           |
| 2014  | Final Recipe OST                              | "Good Life"                        |       | avec Henry Lau                                                                  |
| 2015  | Blood                                         | "Only One"                         | 03:25 | Solo                                                                            |

## Filmographie

### Dramas
| Titre                | Année | Rôle                                      |
| -------------------- | ----- | ----------------------------------------- |
| Unstoppable Marriage | 2008  | Bulgwang-dong, la septième princesse Gang |
| The Producers        | 2015  | Elle-même                                 |
| Reborn Rich          | 2022  | Rachel                                    |

### Films
| Année | Titre                                                    | Rôle      | Épisode                       |
| ----- | -------------------------------------------------------- | --------- | ----------------------------- |
| 2012  | I AM. – SM Town Live World Tour in Madison Square Garden | Elle-même | Film biographique de SMTown   |
| 2014  | My Brilliant Life                                        | Elle-même | Caméo avec Taeyeon et Seohyun |

### Présentation d'émissions télévisées
| Année                 | Titre                       | Chaîne | Rôle                                                                                               |
| --------------------- | --------------------------- | ------ | -------------------------------------------------------------------------------------------------- |
| 2007–2008             | Sonyeon Sonyeo Gayo Baekseo | Mnet   | Co-présentatrice avec Kim Hyesung                                                                  |
| 2007–2008             | Champagne                   | KBS    | Co-présentatrice                                                                                   |
| 2009–2010 ; 2011–2013 | Show! Music Core            | MBC    | Co-présentatrice avec Yuri (2009-2010 ; 2011-2012) Co-présentatrice avec Taeyeon et Seohyun (2012) |

### Télé-réalité
| Année | Titre                       | Chaîne   | Rôle          | Notes                                |
| ----- | --------------------------- | -------- | ------------- | ------------------------------------ |
| 2008  | Kko Kko Tours Single♥Single | KBS2     | Récurrent     | Saison 1                             |
| 2013  | Fashion King Korea          | SBS      | Récurrent     |                                      |
| 2014  | The TaeTiSeo                | OnStyle  | Principal     | avec Taeyeon et Seohyun (8 épisodes) |
| 2015  | Heart A Tag                 | Mnet     | Présentatrice |                                      |
| 2017  | Channel Soshi               | On Style | Principal     | avec son groupe                      |
| 2021  | Girls Planet 999            | Mnet     | Principal     | Membre du jury                       |
| 2022  | Soshi Tamtam                | JTBC     | Principal     | avec son groupe                      |
| 2023  | Peak Time                   | JTBC     | Principal     | Membre du jury                       |

#### Émissions sur les Girls’ Generation
| Année | Titre                                    | Chaîne   | Note |
| ----- | ---------------------------------------- | -------- | --- |
| 2007  | Girls' Generation Goes to School         | Mnet     | Narré par Sungmin des Super Junior ; diffusé durant leurs débuts.                                       |
| 2007  | MTV Girls' Generation                    | SBS MTV  | Se compose d'épisode mettant en vedette chaque membre.                                                  |
| 2008  | Factory Girl                             | Mnet     | |
| 2009  | Girls' Generation's Horror Movie Factory | MBC      | Yoona était absente en raison du tournage de Cinderella Man                                             |
| 2009  | Himnaera Him!/Cheer Up!                  | MBC      | Remplace "Horror Movie Factory» en raison de faibles audiences                                          |
| 2009  | Girls' Generation's Hello Baby           | MBC      | 1re saison de la série Hello Baby de MBC. Les filles doivent s'occuper d'un bébé pendant quelques mois. |
| 2010  | Right Now It's Girls' Generation         | Y-Star   | Archives de 2007 à 2010                                                                                 |
| 2011  | Girls' Generation Star Life Theater      | KBS      | Suit le groupe durant la promotion de "The Boys"                                                        |
| 2011  | Girls’ Generation and the Dangerous Boys | JTBC     | Programme du week-end sur JTBC                                                                          |
| 2017  | Channel Soshi                            | On Style | avec son groupe                                                                                         |
| 2022  | Soshi Tamtam                             | JTBC     | Suit le groupe avant la promotion de "Forever 1"                                                        |

### CM / Publicités
| Année | Marque                       | Note                                           |
| ----- | ---------------------------- | ---------------------------------------------- |
| 2008  | SK Telecom 1682 Collect Call |                                                |
| 2008  | Nexon Mabinogi               |                                                |
| 2008  | Samsung Anycall Haptic       |                                                |
| 2008  | A-Solution                   | Jusqu'à 2009                                   |
| 2010  | Biotherm Aquasource 1,2,3    |                                                |
| 2011  | Dior Snow                    | Avec Sooyoung, Yuri, Sunny, Hyoyeon et Jessica |
| 2012  | Bean Pole International      | Muse officielle pour Bean Pole                 |
| 2012  | Avec Jessica                 |                                                |
| 2012  | 12plus                       |                                                |
| 2012  | Levi's                       |                                                |
| 2015  | Casio                        | Avec les membres du groupe                     |
| 2022  | Celigram                     |                                                |
| 2023  | Satin                        |                                                |

### Comédie
| Année     | Titre   | Rôle        |
| --------- | ------- | ----------- |
| 2011–2012 | Fame    | Carmen Diaz |
| 2021      | Chicago | Roxy Heart  |

## Récompenses et nominations
| Année | Prix                                                                                      | Résultat   |
| ----- | ----------------------------------------------------------------------------------------- | ---------- |
| 2008  | Mnet 20's Choice Awards : Hot School Girl                                                 | Nomination |
| 2009  | Mnet Asian Music Awards : Meilleur OST pour "By Myself"                                   | Nomination |
| 2011  | 2011 MBC Entertainment Awards : Special Award: MC Division (avec Yuri) "Show! Music Core" | Lauréat    |

### Programmes de classements musicaux

#### The Show
| Année | Date   | Chanson              |
| ----- | ------ | -------------------- |
| 2016  | 17 mai | "I Just Wanna Dance" |

#### Show Champion
| Année | Date   | Chanson              |
| ----- | ------ | -------------------- |
| 2016  | 18 mai | "I Just Wanna Dance" |